# Coelidia semiflava
Coelidia semiflava är en insektsart som beskrevs av Lethierry 1881. Coelidia semiflava ingår i släktet Coelidia och familjen dvärgstritar. Inga underarter finns listade i Catalogue of Life.